# Alicja Klasik
Alicja Klasik (født 2004) er en polsk fægter, der specialiserer sig i kårde.
Hun repræsenterede Polen ved sommer-OL 2024 i Paris, hvor hun vandt bronze i holdkonkurrencen.